# Unterseeboot 440
L'Unterseeboot 440 ou U-440 est un U-Boot type VIIC utilisé par la Kriegsmarine pendant la Seconde Guerre mondiale.
Le sous-marin fut commandé le 5 janvier 1940 à Dantzig (Schichau-Werke), sa quille fut posée le 1er octobre 1940, il fut lancé le 8 novembre 1941, et mis en service le 24 janvier 1942, sous le commandement de l'Oberleutnant zur See Werner Schwaff.
L'U-440 n'a ni coulé, ni endommagé de navire au cours des cinq patrouilles (143 jours en mer) qu'il effectua. Le sous-marin a également participé à sept rudeltaktik.
Il fut coulé en mai 1943 dans l'Atlantique Nord.

## Conception
Unterseeboot type VII, l'U-440 avait un déplacement de 769 tonnes en surface et 871 tonnes en plongée. Il avait une longueur totale de 67,10 m, un maître-bau de 6,20 m, une hauteur de 9,60 m, et un tirant d'eau de 4,74 m. Le sous-marin était propulsé par deux hélices de 1,23 m, deux moteurs diesel Germaniawerft M6V 40/46 de 6 cylindres en ligne de 1 400 cv à 470 tr/min, produisant un total de 2 060 à 2 350 kW en surface et de deux moteurs électriques AEG GU 460/8-276 de 375 cv à 295 tr/min, produisant un total 550 kW, en plongée. Le sous-marin avait une vitesse en surface de 17,7 nœuds (32,8 km/h) et une vitesse de 7,6 nœuds (14,1 km/h) en plongée. Immergé, il avait un rayon d'action de 80 milles marins (150 km) à 4 nœuds (7,4 km/h; 4,6 milles par heure), et pouvait atteindre une profondeur de 230 m. En surface son rayon d'action était de 8 500 milles nautiques (soit 15 700 km) à 10 nœuds (19 km/h). 
L'U-440 était équipé de cinq tubes lance-torpilles de 53,3 cm (quatre montés à l'avant et un à l'arrière) qui contenaient quatorze torpilles. Il était équipé d'un canon de 8,8 cm SK C/35 (220 coups) et d'un canon antiaérien de 20 mm Flak. Il pouvait transporter 26 mines TMA ou 39 mines TMB. Son équipage comprenait 4 officiers et 40 à 56 sous-mariniers.

## Historique
Il sert dans la 5. Unterseebootsflottille (flottille d'entrainement) jusqu'au 31 août 1942 et dans la 1. Unterseebootsflottille jusqu'à sa perte. 
Sa première patrouille du 1er au 21 septembre 1942, au départ de Kiel, se passe dans l'Atlantique Nord. L'U-440 et d'autres U-Boote en transit rejoignirent le groupe Lohs à Terre-Neuve. Ils se dirigent vers le convoi SC-99, signalé par l'U-216 le 13 septembre 1942 dans l'ouest de l'Irlande. Les actions de l'escorte éloignent les sous-marins. Il rentre à Brest après 21 jours de mer.
Sa deuxième patrouille du 19 octobre au 13 novembre 1942, au départ de Brest, se passe dans l'Atlantique. Le 28 octobre 1942, l'U-103 et l'U-440  traquent le convoi SL-125, déjà menacé par le groupe Streitaxt dans le sud-ouest de Madère. 
L' U-103 envoie
par le fond un bâtiment du convoi, l' U-440 n'a aucun succès et l'opération prend fin le 1er novembre 1942 près du cap Saint-Vincent avec douze bâtiments coulés et un autre endommagé. Il retourne à sa base après 26 jours en mer.
Sa troisième patrouille 12 décembre au 26 janvier 1943, au départ de Brest, le conduit dans l'Atlantique Nord. L'U-440 rejoint le groupe Spitz, formé en décembre 1942 dans l'ouest de l'Irlande. Les bateaux avancent vers le sud-ouest et à partir du 26 décembre 1942, le groupe Spitz et le groupe Ungestüm se rejoignent. Au cours de l'après-midi du 26 décembre, le convoi ONS-154 est signalé par l'U-664 et aperçu durant la nuit du 26 au 27 décembre. 
Neuf U-Boote, y compris l' U-440, attaquent, plus trois autres dans la soirée. 
L'opération contre le convoi ONS-154 se termine le 31 décembre 1942, dans le nord-ouest des Açores, avec quatorze navires coulés et un autre endommagé, aucun par l' U-440 bien qu'il ait lancé des torpilles. Il quitte les lieux et retrouve Brest après 46 jours en mer.
Sa quatrième patrouille du 27 février au 11 avril 1943, au départ de Brest le ramène dans l'Atlantique Nord. L'U-440 rejoint le groupe Neuland, formé en mars 1943 dans l'ouest de l'Irlande. Le 7 mars, le groupe intercepte le convoi HX-228 reliant New York City à Liverpool. Ce convoi de 87 navires marchands est escorté par 21 navires de guerre. Le 9 mars, il est signalé par l'U-336. Certains U-Boote du groupe l'attaquent durant la nuit du 10 au 11 mars. En trois jours, quatre bâtiments et un destroyer d'escorte sont coulés et deux autres navires sont endommagés. 
L'U-440 rapporte deux attaques. Le 13 mars, après la fin de l'opération contre le convoi HX-228, le sous-marin et huit autres U-Boote forment le groupe Dränger dans l'Atlantique Nord, contre le convoi HX-229. Ce groupe conduit la plus grande attaque de convois de toute la Seconde Guerre mondiale[réf. nécessaire] : contre les convois HX-229 et SC-122 du 16 au 19 mars 1943. Durant l'opération 21 bâtiments alliés sont coulés. Puis, les submersibles du groupe Dränger s'éloignent vers l'ouest et à partir du 25 mars, ils forment une nouvelle ligne de patrouille nommée Seewolf, au sud-est du cap Farewell. Le 26 mars, le groupe se dirige vers le nord à la recherche du convoi HX-230 ; l'ouragan interrompt l'action le 30 mars. Les bateaux du groupe Seewolf se regroupent au nord des Açores, pour se ravitailler auprès de l'U-460 le 2 avril. L'U-440 retrouve Saint-Nazaire après 44 jours en mer, toujours sans aucun succès.
Sa cinquième patrouille du 26 au 31 mai, au départ de Saint-Nazaire, le renvoie dans l'Atlantique Nord. Le 31 mai 1943, l'U-440 est repéré et coulé à la position 45° 38′ N, 13° 04′ O, par des charges de profondeur lancées par un bombardier Sunderland du 201e escadron, dans le nord-ouest du cap Finisterre.
Les 46 membres d'équipage meurent dans cette attaque.

## Affectations
- 5. Unterseebootsflottille du 24 janvier 1942 au 31 août 1942 (Période de formation).
- 1. Unterseebootsflottille du 1er septembre 1942 au 31 mai 1943 (Unité combattante).

## Commandement
- Kapitänleutnant Hans Geissler du 24 janvier 1942 au 19 mai 1943.
- Oberleutnant zur See Werner Schwaff du 20 mai 1943 au 31 mai 1943.

## Patrouilles
|       | Commandant           | Départ             | Départ      | Arrivée           | Arrivée     | Jours     | Succès |
| ----- | -------------------- | ------------------ | ----------- | ----------------- | ----------- | --------- | ------ |
| 1     | Oblt. Hans Geissler  | 1er septembre 1942 | Kiel        | 21 septembre 1942 | Brest       | 21 jours  |        |
| 2     | Kptlt. Hans Geissler | 19 octobre 1942    | Brest       | 13 novembre 1942  | Brest       | 26 jours  |        |
| 3     | Kptlt. Hans Geissler | 12 décembre 1942   | Brest       | 26 janvier 1943   | Brest       | 46 jours  |        |
| 4     | Kptlt. Hans Geissler | 27 février 1943    | Brest       | 11 avril 1943     | St. Nazaire | 44 jours  |        |
| 5     | Oblt. Werner Schwaff | 26 mai 1943        | St. Nazaire | 31 mai 1943       | Coulé       | 6 jours   |        |
| Total | Total                | Total              | Total       | Total             | Total       | 143 jours | 0 t    |

Note : Kptlt. = Kapitänleutnant - Oblt. = Oberleutnant

### Rudeltaktik
L'U-440 prit part à dix rudeltaktik (meutes de loup) durant sa carrière opérationnelle.
- Pfeil (12-14 septembre 1942)
- Streitaxt (29 octobre – 2 novembre 1942)
- Delphin (4-5 novembre 1942)
- Spitz (22-31 décembre 1942)
- Neuland (6-13 mars 1943)
- Dränger (14-20 mars 1943)
- Seewolf (21-29 mars 1943)